# International Institute of Islamic Thought and Civilization
Das International Institute of Islamic Thought and Civilization („Internationales Institut für Islamisches Denken und Zivilisation“; Abk. ISTAC) ist eine “research and postgraduate institution” der Internationalen Islamischen Universität Malaysia (International Islamic University Malaysia; Abk. IIUM) in Kuala Lumpur, Malaysia. Das Institut wurde 1987 vom muslimischen Philosophen Syed Muhammad Naquib al-Attas gegründet.
Zu den von al-Attas im "originalen" ISTAC ausgebildeten muslimischen Gelehrten zählen Wan Mohd Nor Wan Daud (ATMA-UKM), Zainiy Uthman (IIUM), Alparslan Açıkgenç (Fatih-Universität), Mustafa Cerić (Großmufti von Bosnien und Herzegowina), Zaidi Ismail (IKIM), Sani Badron (IKIM), Wan Azhar (IKIM), Farid Shahran (ehemaliger Vizepräsident der ABIM, IIUM), Wan Suhaimi Wan Abdullah (UM), Azizan Sabjan (USM), Adi Setia (IIUM), Ustaz Asham Ahmad (IKIM) und Ustaz Nik Roskiman (IKIM).

## Publikationen
- Al-Shajarah: Journal of the International Institute of Islamic Thought and Civilization (ISTAC)